# David Abdul
David Abdul (* 17. August 1989 in Oranjestad, Aruba) ist ein niederländischer Fußballspieler auf der Position eines Stürmers.

## Verein
Der in Oranjestad auf der Südkaribik-Insel Aruba geborene Abdul begann seine aktive Karriere als Fußballer im Nachwuchsbereich von Sparta Rotterdam und kam von dort in der Saison 2008/09 erstmals in den Kader des Profiteams mit Spielbetrieb in der höchsten niederländischen Fußballliga, der Eredivisie. Nach der Aufnahme in die Profimannschaft war Abdul Ergänzungsspieler und kam neben Spielern wie Rydell Poepon, Édouard Duplan, Joshua John, Joey Godee oder Charles Dissels nur sehr selten in der Angriffsreihe des zweitgrößten Rotterdamer Fußballklubs zum Einsatz. Sein Profidebüt gab der damals 19-Jährige am 18. Januar 2009 bei einem 1:1-Heimremis gegen den FC Groningen, als er ab der 75. Spielminute für Joshua John auf den Rasen kam. Weitere drei Kurzeinsätze folgten bis zum Ende der Saison, in der das Team den 13. Platz im Endklassement erreichte. Im KNVB-Pokal der Spielzeit 2008/09 spielte er bei der Achtelfinalniederlage gegen NEC Nijmegen für eine knappe halbe Stunde. In der Saison 2009/10 folgten weitere zwei Meisterschaftseinsätze des gelernten Außenstürmers. Das Team verlor am Saisonende in den Relegationsplayoffs gegen Excelsior Rotterdam und stieg in die Eerste Divisie ab. Dann spielte er zwei Jahre für den viertklassigen Verein RVVH Ridderkerk, ehe er 2013 zum SV Dakota auf Aruba wechselte. Seit 2014 ist kein neuer Verein Abduls bekannt.

## Nationalmannschaft
Zwischen 2011 und 2015 bestritt Abdul fünf Länderspiele für die Nationalmannschaft von Aruba. Bei seinem Debüt am 9. Juli 2011 konnte er beim 4:2-Heimsieg in der WM-Qualifikation gegen St. Lucia sein einziges Tor erzielen.

## Sonstiges
Davids drei Jahre älterer Bruder Eric ist ebenfalls im Fußballsport aktiv, jedoch nicht wie sein Bruder als Feldspieler, sondern als Torwart. Er stand einige Zeit ebenfalls im Profikader von Sparta Rotterdam, kam aber zu keinem Pflichtspieleinsatz. Später spielte er auch für den SV Dakota.